# Léon-Alexandre Delhomme
Pour les articles homonymes, voir Delhomme.
Léon-Alexandre Delhomme né le 20 juillet 1841 à Tournon-sur-Rhône (Ardèche) et mort le 16 mars 1895 à Paris est un sculpteur français.

## Biographie

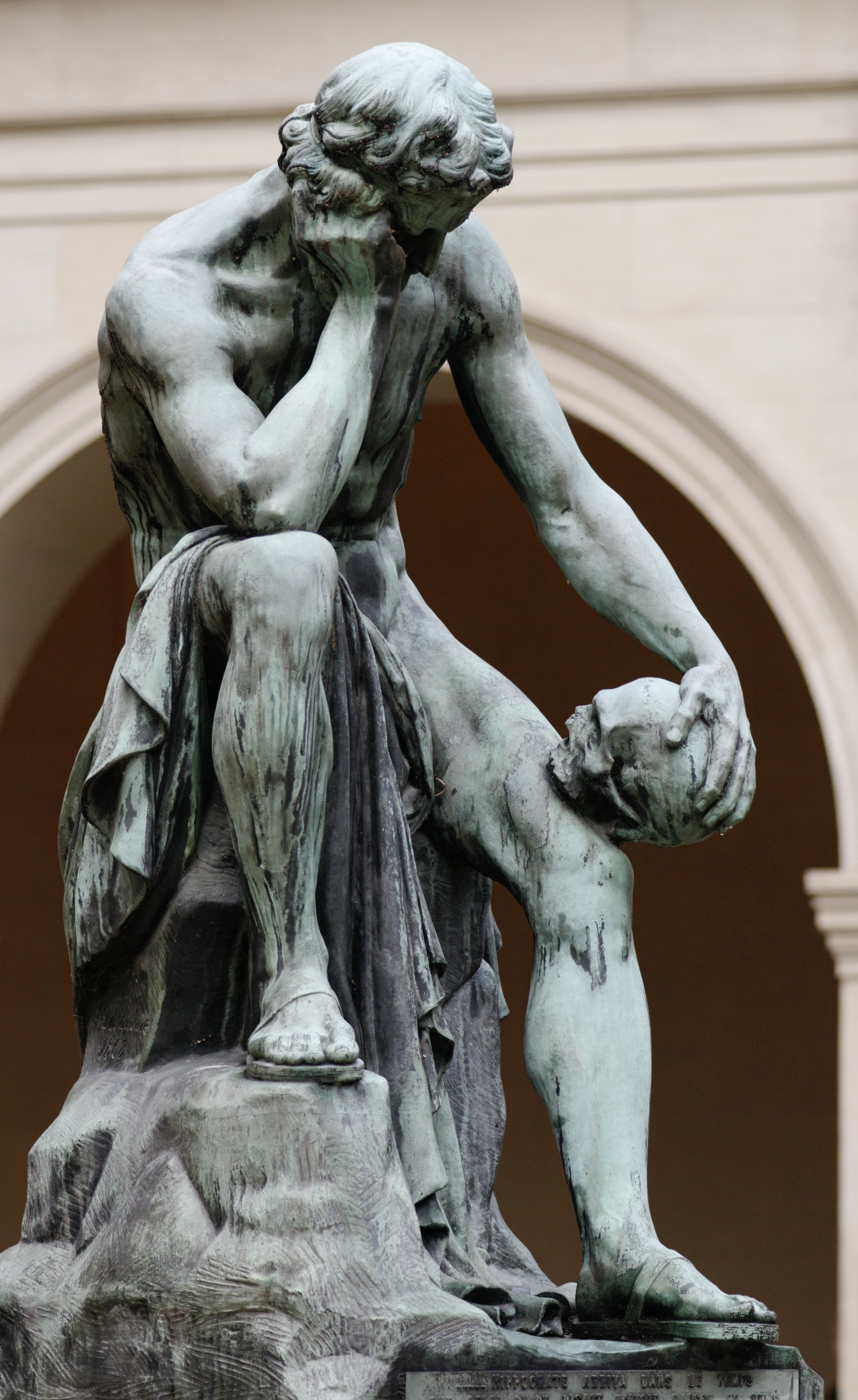
Démocrite méditant sur le siège de l'âme (1868), jardin du musée des Beaux-Arts de Lyon.

Léon-Alexandre Delhomme suit un apprentissage chez un marbrier avant d’étudier à l’École des beaux-arts de Lyon, sous la direction de Joseph Fabisch (1812-1886). En 1865, il se rend à Paris pour entrer aux Beaux-Arts, intégrant l’atelier d’Augustin Dumont (1801-1884).
Il commence sa carrière au Salon de 1867 avec une statue en plâtre de Gaulois blessé implorant Teutatès, qui lui vaut une médaille. Il continue d’exposer assez régulièrement au Salon jusqu’en 1894. Sa récompense la plus prestigieuse est une médaille de bronze à l’Exposition universelle de 1889 avec deux statues de L’Europe et de L’Amérique, placées dans le pavillon central. Ses œuvres sont fortement empreintes de références antiques — en accord avec les goûts de l’époque — et sont particulièrement appréciées pour leur aspect froidement romantique.
Parallèlement à sa carrière artistique, ses relations politiques l’amènent être élu conseiller municipal de la Ville de Paris et conseiller régional de la Seine. Son statut d’homme politique explique les nombreuses commandes publiques qu’il obtient au cours de sa carrière.
Impliqué dans son métier, il est nommé secrétaire de la Commission municipale des beaux-arts. Il participe également à la fondation du Syndicat mixte des sculpteurs-praticiens de Paris en 1880, puis devient membre et président temporaire de l’Association des marbriers-sculpteurs.
Un médaillon l'immortalise au cimetière du Montparnasse à Paris (3e division).

## Œuvres

### Œuvres dans les collections publiques

#### Algérie
- [Où ?] : Lazare Carnot, 1891, statue en bronze, présentée au Salon de 1891. Œuvre destinée au monument qui devait être érigé par souscription publique sur une place Carnot en Algérie.

#### France
- Belfort, musée des Beaux-Arts : Gaulois blessé implorant Teutatès, 1867, statue en plâtre, présentée au Salon et à l’Exposition universelle de 1867. Acquise pour 3 000 francs par décision ministérielle du 14 juin 1867. Un modèle en bronze est présenté au Salon de 1870, à la suite duquel il est acheté par l’État pour 10 000 francs.
- Lyon :
  - musée des Beaux-Arts, jardin : Démocrite méditant sur le siège de l’âme, 1868, statue en bronze, 160 cm. Présentée au Salon de 1869 puis acquise par la Ville de Lyon en 1872. Un modèle en plâtre est exposé au Salon de 1868.
  - palais du Commerce : La Ville de Lyon, 1889, statue en pierre.
- Paris :
  - cimetière du Montparnasse :
    - Jacques Luccioni, 1886, médaillon en bronze, 28 cm ;
    - Henri Hamet, 1891, médaillon en bronze, 35 cm.

  - hôtel de ville :
    - façade donnant sur la rue de Lobau : Henri-Louis Caïn, dit Lekain, 1881, statue en pierre, 220 cm.
    - vestibule des Fêtes :
      - Pierre Puget, 1884, buste en pierre, 45 cm ;
      - Nicolas Poussin, 1884, buste en pierre, 45 cm ;
      - Jean-Philippe Rameau, 1884, buste en pierre, 45 cm ;
      - Philibert Delorme, 1884, buste en pierre, 45 cm.

  - Institut de France : Stanislas Laugier, 1882, buste en marbre. Commandé par le ministre de l’Instruction publique et des Beaux-Arts pour le même lieu. Présenté au Salon de 1882.
  - place Monge : Monument à Louis Blanc, 1887, statue en bronze, inaugurée le 24 février 1887. Un modèle en plâtre a figuré au Salon de 1886. Envoyé à la fonte sous le régime de Vichy, dans le cadre de la mobilisation des métaux non ferreux.
  - Sorbonne, péristyle : La République, 1890, statue en pierre. Cette statue est venue remplacer une œuvre de Jean-François Soitoux, « l'un des ornements les moins neutres de la Sorbonne, une République debout entre une urne et un lion, “ôtant le voile de l'ignorance du front d'un jeune français” ».
  - square de La Tour-Maubourg : L’Âge de bronze, 1884, statue en bronze. Présentée au Salon de 1884 puis acquise par la Ville de Paris pour 7 000 francs. Un modèle en plâtre est présenté au Salon de 1883 et à l’Exposition universelle de Paris de 1889.
- Versailles, château de Versailles : Louis Blanc, 1884, statue en marbre.

### Localisation inconnue
- Portrait de Mme D., 1867, buste en plâtre, Salon de 1867.
- Portrait de M. C., 1869, buste en plâtre, Salon de 1869.
- Martyre de Jeanne d’Arc, 1872, statue en plâtre, Salon de 1872 ;
- Le Docteur A. Pellat, 1873, médaillon en bronze, Salon de 1873 ;
- Démocrite et les Adbéritains (La Fontaine, Fable), 1875, statue en marbre, Salon de 1875 et Exposition universelle de 1878.
- Le Défi, dit Le Gaulois, 1879, statue en bronze, Salon de 1879. Un modèle en plâtre a figuré au Salon de 1878.
- La Maternité, 1880, statue en plâtre, Salon de 1880.
- Le Docteur A. Miard, 1880, statue en plâtre, Salon de 1883.
- Jean-Charles-Adolphe Alphand, 1888, médaille en bronze, Salon de 1888.
- Frère et sœur ; souvenir d’une sortie d’école, 1894, groupe en plâtre, Salon de 1894.
  - L’Europe et L’Amérique, statues en pierre, 1889, présentées à l’Exposition universelle de 1889 au pavillon central du Champ-de-Mars.

### Éditions en fonte de fer
- Vercingétorix[2]
- Gaulois blessé[2]
- Jeanne d’Arc[2]